# SV Wulkaprodersdorf (szachy)
SV Wulkaprodersdorf – austriacki klub szachowy z siedzibą w Wulkaprodersdorfie.

## Historia
Klub został założony w 1987 roku. W 2005 roku awansował do Bundesligi. W debiutanckim sezonie klub zdobył wicemistrzostwo. W 2006 roku klub wystąpił w Pucharze Europy. Skład drużyny stanowili w tych zawodach Jan Michael Sprenger, Tomáš Likavský, Radek Kalod, Friedrich Volkmann, Roland Schweda, Andreas Kremsner, Günter Selinger i Johann Glavanich. SV Wulkaprodersdorf wygrał spotkania z KSH Istogu, Obiettivo Risarcimento Padova i HMC Den Bosch, zremisował z Taflfélagið Hellir, a przegrał z ŠK Alkaloid Skopje, Wieśninką-Gran Mińsk i Taflfélag Reykjavíkur. Te wyniki umożliwiły zajęcie 29. miejsca w pucharze. W kraju zespół zdobył wicemistrzostwo w 2007 i 2011 roku, a trzecie miejsce w latach 2012, 2014 i 2016. W 2019 roku klub spadł z Bundesligi. Drużyna kobiet natomiast zdobyła mistrzostwo kraju w 2012 i 2014 roku.

## Arcymistrzowie w historii klubu
- Gergely Antal[5]
- Rafał Antoniewski[6]
- Dávid Bérczes[6]
- Radek Kalod[7]
- Martin Krämer[8]
- Tomáš Likavský[7]
- Andrij Maksymenko[8]
- Hrant Melkumian[8]
- Jewhen Mirosznyczenko[9]
- Illa Nyżnyk[5]
- Rainer Polzin[9]
- Péter Prohászka[6]
- Róbert Ruck[9]